# Drosophila ferruginea
Drosophila ferruginea är en tvåvingeart som beskrevs av Becker 1919. Drosophila ferruginea ingår i släktet Drosophila och familjen daggflugor.
Artens utbredningsområde är Ecuador.